# Лиам
Ли́ам (англ. Liam, МФА [ˈliː.əm]) — мужское имя, происходящее от ирландского сокращения имени Уильям.

## Известные носители
- Лиам Галлахер, вокалист группы Oasis.
- Лиам Нисон, ирландский и американский актёр.
- Лиам Риджуэлл, английский футболист.
- Лиам Хаулетт, композитор группы The Prodigy.
- Лиам Хемсворт, австралийский актёр.
- Лиам Пейн, участник группы One Direction.
- Лиам Каннингем, ирландский актёр